# Ambrosia Tønnesen
Ambrosia Tønnesen (Ålesund, 28 de enero de 1859 – Bergen, 21 de enero de 1948) fue una escultora noruega. Se la considerada la primera escultora profesional de su país, y sobre todo es conocida por sus numerosos retratos, incluyendo estatuas, bustos y relieves. 

## Trayectoria

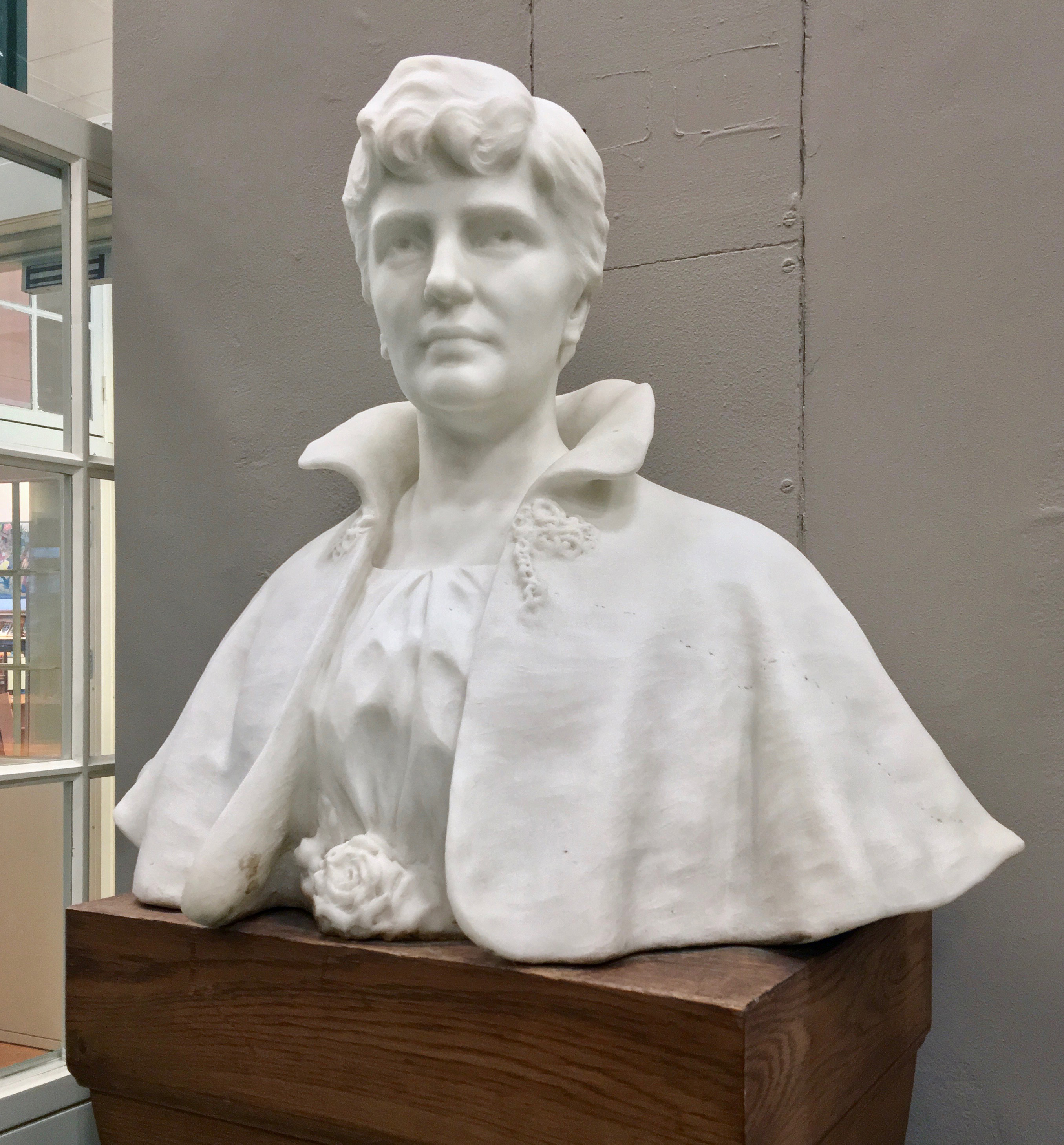
Busto de mármol de Tønnesen de Amalie Skram, se encuentra en la Biblioteca Pública de Bergen

Tønnesen era hija del maestro de vapor Abraham Tønnesen (1818–1868) y de Thomine Jonasen. Trabajó como profesora en Bergen durante algunos años, mientras estudiaba dibujo, modelado y pintura. En 1885, viajó a Copenhague, donde estudió con la pintora Bertha Wegmann y el escultor Stephan Sinding. Posteriormente, estudió con el escultor Albert Wolff en Berlín, y más adelante con René de Saint-Marceaux en París. Entre las primeras esculturas de Tønnesen se encuentran Våren (1885), Sneklokken (1887; una joven), Den onde Hjørdis (1890) y Den korsfestede Kristus ("El Cristo crucificado"; escultura de mármol en la iglesia de Årstad, 1890). Realizó gran de retratos (estatuas, bustos y relieves), y es considerada como la primera escultora noruega que vivía de su arte.
Sus retratos incluyen estatuas del violinista Ole Bull, el pintor Johan Christian Dahl y la escritora Camilla Collett. También realizó relieves de la escritora Dorothe Engelbretsdatter y del poeta Petter Dass; además de bustos del famoso pianista Edvard Grieg (mármol, 1902), Ole Irgens (bronce, 1906), la escritora Amalie Skram (mármol, 1916, en Bergen Kunstmuseum), la política Gina Krog (bronce, 1919), Claus Fasting (bronce, 1924), el político Christian Michelsen ( bronce, 1924), Henrik Angell (bronce, 1924), el político Wollert Konow (bronce, 1925) y Haakon Wallem  (bronce, 1942).
Tønnesen fue reconocida por Francia con la Orden de las Palmas Académicas, que se entrega a académicos y personalidades por sus méritos en los campos de la cultura y la educación.